# C.C.ガールズ
C.C.ガールズ（シーシーガールズ）は、オスカープロモーション所属女性で構成される芸能ユニットである。平成期は4人組、2019年からは「C.C.ガールズ3」名義で5人組で活動した。

## 来歴
1990年、青田典子、原田徳子、藤原理恵、藤森夕子の4人で結成。リーダーは青田。同年開催された「第一回日本美人大賞」に出場し、準グランプリを獲得。これを機にユニットでの活動を本格化する。『週刊プレイボーイ』1991年1月29日号のグラビアでメディア初登場。以後歌手やバラエティー番組などで活躍、後続のセクシーグループが次々に誕生するブームを呼んだ。ユニット名はクールで高貴なイメージを持つ美人たち（COOL & CLASSY）ということで付けられた。デビューと同時に「D.D.GAPS」（ディー・ディー・ギャップス）名義で歌手活動を行った。なお、1992年からは歌手活動も「C.C.ガールズ」名義に統一。
その後、1995年から1998年に掛けてメンバーの入れ替えが繰り返された。1995年の原田、藤原の脱退後、本杉美香、森洋子が加入。青田、藤森のソロ活動が活発になるにつれ、4人揃っての活動に支障をきたすようになり、1996年にスーパーサブ制度を導入して山田誉子が準メンバーとして加入。同年、藤森が脱退すると山田が正式メンバーに昇格。このメンバーの流動期もリーダーを青田が継続した。初代メンバーで最後まで残っていた青田も1998年に脱退、浜野裕子が加入してようやくメンバーが固定、2代目の「C.C.ガールズ」として再スタート。総入れ替え後のリーダーは森が務めた。セクシーさを誇示する路線だけでなくインターネットを連動させてコミュニケーションアイドルとして活動することを打ち出した。初代と異なり音楽活動は少なく、CDは青田リーダー期のシングル『Happy White』のみ。
2代目の4人は、平均年齢が30歳を超えたことなどから、2003年12月に活動終了（この時、浜野は結婚引退。グループは実質解散となったのは、ほかのメンバーが浜野の結婚報告を怠ったための懲罰という説がある）。2代目終了の際、オスカープロモーションは「C.C.ガールズ」の名前を残す意向を示し、3代目となる新たなメンバーを2004年春にも決め、同7月にも発表するとしていたが、この時は立ち消えとなった。
2019年9月18日、3代目グループとなる「C.C.ガールズ3」のお披露目が行われた。しかし、10月19日にメンバーの河合ひかると鈴木佳奈が体調不良による休養を理由にグループを脱退、所属するオスカープロモーションを退社。11月22日に新メンバーとして阿部桃子と竹内佐織が加入したものの、結局グループとしての活動が不明瞭なまま自然消滅していき、2023年時点では竹内の単独での活動となっている。
アニメ『クレヨンしんちゃん』にも「CCガールズを見るゾ」で出演している。

## メンバー

### 初代
- 青田典子 - 1998年11月脱退。
- 原田徳子 - 1995年6月脱退。
- 藤原理恵 - 1995年6月脱退。
- 藤森夕子 - 1996年脱退。

### 2代目
- 本杉美香 - 1995年8月加入、2003年12月脱退。
- 森洋子 - 1995年8月加入、2003年12月脱退。
- 山田誉子 - 1996年1月 スーパーサポートメンバーとして加入、藤森の脱退後正式メンバーに昇格。2003年12月脱退。
- 浜野裕子 - 1998年11月加入、2003年12月脱退。

### C.C.ガールズ3
- 花岡なつみ - 第14回全日本国民的美少女コンテスト音楽部門賞受賞。
- 豊田百佳 - 第2回ミス美しい20代コンテスト・審査員特別賞受賞。
- 中川知香 - ミス・ワールド2015日本代表。
- 竹内佐織 - 2017年度ミス・ユニバース・ジャパンファイナリスト。2019年11月加入[5][6]。
- 阿部桃子 - 2017年度ミス・ユニバース・ジャパングランプリ受賞。2019年11月加入[5][6]。
- 河合ひかる - リーダー。ミス・ワールド2014日本代表。2019年10月脱退[2]。
- 鈴木佳奈 - 第2回ミス美しい20代コンテスト・グラビア賞受賞。2019年10月脱退[2]。

## 活動歴

### バラエティ
- ものまね王座決定戦（フジテレビ）
- スターどっきり(秘)報告（フジテレビ） 寝起きどっきり
- スターどっきり大作戦（フジテレビ） セクシー水着泥クイズ(2代目)
- オールスター感謝祭（TBS）
- クイズ世界はSHOW by ショーバイ!!（日本テレビ）

### 映画
- 魚からダイオキシン!! （1992年） - 女性アイドルグループ役

### ドラマ
- いちご白書 第2話「超過激!! ママが書いたHな…」（1993年、テレビ朝日） - ショーガール役
- 江戸の用心棒 第2話「ガマの油とブリ大根」（1994年、日本テレビ）ゲスト

#### Vシネマ
- C.C.ガールズ ファーストラン〜風を抱きしめて〜（監督・脚本：大久保邦孝）（ポニーキャニオン VHS:PCVP30947 1992年9月18日発売、PCVG10012 1993年4月21日再発売、LD:PCLG-00002 1992年12月16日発売）

### CM
- 太陽石油
- ツムラ
- 日本航空
- タケダスポーツ
- TYO
- 銀座エバンス

以上、初代メンバー出演。
- KIRIN・北のきりん（1996年）、ポッカコーポレーション・キレートレモン（2001）2代目メンバー出演、共演は橋本マナミ。

## ディスコグラフィ

### シングル
| #                    | 発売日               | 01                   | タイトル                   | 作詞                 | 作曲                         | 編曲                         | 規格品番             |
| D.D.GAPS 名義        | D.D.GAPS 名義        | D.D.GAPS 名義        | D.D.GAPS 名義              | D.D.GAPS 名義        | D.D.GAPS 名義                | D.D.GAPS 名義                | D.D.GAPS 名義        |
| ワーナー・パイオニア | ワーナー・パイオニア | ワーナー・パイオニア | ワーナー・パイオニア       | ワーナー・パイオニア | ワーナー・パイオニア         | ワーナー・パイオニア         | ワーナー・パイオニア |
| -------------------- | -------------------- | -------------------- | -------------------------- | -------------------- | ---------------------------- | ---------------------------- | -------------------- |
| 1                    | 1991年 6月12日       | 01                   | D.D.GAPS HERE              | 吉澤久美子           | D.Sanders                    | 船山基紀                     | WPDL-4236            |
| 1                    | 1991年 6月12日       | 02                   | D.C.                       | 真名杏樹             | 西司                         | 船山基紀                     | WPDL-4236            |
| 2                    | 1991年 8月10日       | 01                   | ESCAPE!                    | 只野菜摘             | 関根安里                     | 船山基紀                     | WPDL-4250            |
| 2                    | 1991年 8月10日       | 02                   | WORD                       | 枯堂夏子             | 前田克樹                     | 船山基紀                     | WPDL-4250            |
| 3                    | 1991年 11月28日      | 01                   | WILL POWER                 | Wisteria             | Joey Carbone Jeff Carruthers | Joey Carbone Jeff Carruthers | WPDL-4270            |
| 3                    | 1991年 11月28日      | 02                   | I'LL KNOCK ON YOU          | 吉澤久美子           | Joey Carbone Jeff Carruthers | Joey Carbone Jeff Carruthers | WPDL-4270            |
| C.C.ガールズ 名義    |                      |                      |                            |                      |                              |                              |                      |
| 4                    | 1992年 5月10日       | 01                   | NO天気な恋の島             | 吉澤久美子           | 夢野真音                     | Joey Carbone Jeff Carruthers | WPDL-4287            |
| 4                    | 1992年 5月10日       | 02                   | マリーの選択               | 戸沢暢美             | Joey Carbone Dennis Belfield | Joey Carbone Dennis Belfield | WPDL-4287            |
| 5                    | 1993年 3月10日       | 01                   | 涙なしじゃ言えない         | 松井五郎             | 馬飼野康二                   | 中村哲                       | WPDL-4337            |
| 5                    | 1993年 3月10日       | 02                   | エピキュリアン・ブルー     | 田久保真見           | 羽田一郎                     | 新川博                       | WPDL-4337            |
| 6                    | 1993年 4月25日       | 01                   | 世界で一番せつない夜に     | 田久保真見           | 林哲司                       | 林哲司                       | WPDL-4345            |
| 7                    | 1993年 9月25日       | 01                   | 恋するために生まれてきたの | 鮎川めぐみ           | 井上ヨシマサ                 | ATOM                         | WPDL-4349            |
| 7                    | 1993年 9月25日       | 02                   | 白状しちゃおうかな         | 松井五郎             | 羽田一郎                     | 新川博                       | WPDL-4349            |
| 8                    | 1994年 4月25日       | 01                   | PARTY TIME                 | 田久保真見           | 羽田一郎                     | 新川博                       | WPDL-4385            |
| 8                    | 1994年 4月25日       | 02                   | 25時のヴィーナス           | 田久保真見           | 羽田一郎                     | 新川博                       | WPDL-4385            |
| 9                    | 1995年 4月25日       | 01                   | ちいさな気絶               | 小山明               | 野見祐二                     | 野見祐二                     | WPD6-9041            |
| 9                    | 1995年 4月25日       | 02                   | CHANCE                     | 松井五郎             | 羽田一郎                     | 新川博                       | WPD6-9041            |
| 東芝EMI              |                      |                      |                            |                      |                              |                              |                      |
| 10                   | 1999年 5月1日        | 01                   | Happy White                | 森浩美               | 寺田一郎                     | 田辺恵二                     | PCDZ-1658            |

### アルバム
すべてワーナーミュージック・ジャパンから発売。
D.D.GAPS名義
- We are D.D.GAPS（1991年7月10日）
- HERE IS D.D.GAPS（1991年12月21日）

C.C.ガールズ名義
- Comin'（1992年5月25日）
- ANIMALS（1992年11月28日）
- Woman From Tokyo（1993年7月25日）（「世界で一番せつない夜に」のみ、林哲司＆C.C.ガールズ名義）
- C.C.ガールズがうたうおねえたまどうよう（ウゴウゴルーガ）（1993年9月25日）
- COOL＆CLASSY（1993年12月10日）
- SO WHAT ～だからナニ～（1995年6月25日）
- ゴールデン☆ベスト D.D.GAPS & C.C.GIRLS（2025年5月21日）

### ビデオ・DVD

#### ミュージック・ビデオ
すべてワーナーミュージック・ジャパンから発売。
D.D.GAPS名義
- D.D.GAPS HERE（1991年7月10日）VHS／シングルビデオ
- ANTI ABORTION（1991年11月）VHS／シングルビデオ

C.C.ガールズ名義
- NO天気な恋の島（1992年5月10日）VHS／シングルビデオ
- JOY（1993年4月10日）VHS、LD／ビデオ・クリップ集
- COOL＆CLASSY（1993年12月）VHS、LD／ビデオ・クリップ集
- COOL＆CLASSY LIVE（1994年4月）VHS、LD／ライブビデオ

#### ライブ
- C.C.GIRLS LIVE【Comin'】（1992年、名古屋クラブクアトロ）
- C.C.GIRLS LIVE【Comin'】（1992年6月17日、大阪クラブクアトロ）
- C.C.GIRLS LIVE【Comin'】（1992年6月19日、渋谷クラブクアトロ）
- C.C.GIRLS LIVE【C.C.ガールズHERE】（1992年12月17日、渋谷ON AIR）
- C.C.GIRLS LIVE【COOL&CLASSY】（1993年12月16日、大阪厚生年金会館　中ホール）
- C.C.GIRLS LIVE【COOL&CLASSY】（1993年12年19日、渋谷公会堂）
- RISING SUN ROCK FESTIVAL2015 in EZO（2015年8月15日）安全地帯 with C.C.ガールズとしてバックコーラス、ダンス／青田典子・藤原理恵
- FREEDOM aozora 2015 淡路島（2015年8月29日）安全地帯 with C.C.ガールズとしてバックコーラス、ダンス／青田典子・藤原理恵・藤森夕子

#### イメージビデオ
版元の記述の無い物はすべてポニーキャニオンから発売。
- TEMPTATION（1991年7月）VHS
- BODY LANGUAGE 1991（1991年8月︰VHS、1992年5月21日：LD）VHS、LD
- Swinging Body（1992年4月）VHS
- Talking Body（1992年6月）VHS
- Swinging＆Talking Body（1992年10月21日）LD／上記2作品のカップリング。
- C.C.ガールズ ACTRESS（1992年8月）VHS／『ファーストラン〜風を抱きしめて〜』のメイキングビデオ。
- C.C.ガールズ in 香港 WANTED!（1992年11月）VHS
- Color Magic（1993年10月）VHS／ドラマ形式、同時に撮影した各ソロ作を『Four Color BOX』セットとして、またCD-ROM『NAKED COLOR』も発売。
- LOVE after the TENTH（2001年12月、エイベックス）DVD／10周年記念作品。2代目メンバーのイメージビデオ。青田典子と藤森夕子がコメント出演。
- C.C.ガールズ DVD BOX（2003年8月）／初代メンバーの『BODY LANGUAGE 1991』『Swinging Body』『Talking Body』『C.C.ガールズ in 香港　WANTED!』と各ソロ・イメージビデオを収録。
- Deeper than Deep…（2003年9月）DVD／2代目メンバー出演。

## 出版

### 写真集
- C.C.GIRLS Here（1991年7月、スコラ）ISBN 4-7962-0038-X 撮影：野村誠一 *初代メンバー
- Foundation（1992年2月、扶桑社）ISBN 4-594-00868-2 撮影：奥舜 *初代メンバー
- What's Happened?（1992年5月、近代映画社）ISBN 4-7648-1690-3 撮影：鯨井康雄 *初代メンバー
- 香港（1992年11月、扶桑社）ISBN 4-594-01074-1 撮影：斉藤清貴 *初代メンバー
- 浮世絵ロマン（1993年6月、扶桑社）ISBN 4-594-01157-8 撮影：山内順仁 *初代メンバー
- Les Caract`eres（1993年11月、講談社）ISBN 4-06-305024-6 撮影：野村誠一 *初代メンバー
- P（1995年12月、京恵出版） 撮影：大村克己 *青田・藤森・森・本杉・山田
- brand‐new girls!（1996年9月、ぶんか社）ISBN 4-8211-2107-7 撮影：西田幸樹 *青田・藤森・森・本杉・山田
- MODA（1998年3月、メディアファクトリー）ISBN 4-88991-518-4 撮影：森泉タダシ CD-ROM付属 *青田・森・本杉・山田
- COOL&CLASSY（1999年12月、音楽専科社）ISBN 4-87279-030-8 撮影：清水清太郎 *2代目メンバー
- FU・RI・N（2003年8月、ワニマガジン社）ISBN 4-89829-893-1 撮影：松本裕之 *2代目メンバー

### その他
- ダイエットなしのボディーライン改造講座 - 体型の不満どんどん解決! （1993年7月、青春出版社）ISBN 4-413-06205-1
- クレヨンしんちゃん 1993年4月5日スペシャル番組放映 『CCガールズを見るゾ』
- まるごと1冊CR C.C.ガールズ攻略の帝王（1999年8月、宝島社）ISBN 4-7966-1531-8
- 株式会社京楽 「CR C.C.ガールズX1」（1999年3月）パチンコ台キャラクター
- 株式会社ラピア C.C.ガールズプロデュース「C.C.LINE」（2000年8月）
- J-PHONE C.C.ガールズ声日記（2000年10月）ボイスメッセージ